# 洪瞻祖
洪瞻祖（？—？），字诒孙，号清远山人，浙江杭州府钱塘县人，明朝政治人物。

## 生平
万历十六年戊子科浙江鄉試舉人，二十六年（1598年）戊戌科三甲第三名进士，工部觀政，改翰林院庶吉士，二十九年选授兵科给事中，与行人王士桢出使琉球，册封尚宁王，但因海寇扰乱未能成行，三十年丁憂，由給事中夏子阳代替出使。
萬曆四十年五月降为嘉定县丞，四十四年升南京行人司副。天啓二年（1622年）起为行人司右司副，升尚寶司丞，七月升本司少卿，三年四月升太仆寺少卿，六月奉使册封王府。六年十二月升太仆寺卿，七年七月升都察院右副都御史，南赣巡抚，征剿少数民族武装有功，八月以宁锦大捷加升一级，加右都御史，崇祯元年（1628年）被福建道御史李应期论劾，令致仕。死后追赠太子少保、兵部尚书。

## 著作
洪瞻祖工诗文，著有《清远山人稿》、《西溪集》。

## 家族
曾祖洪钟。祖洪澄，中书舍人。父洪椿，县丞。